# Miroslav Lajčák
Miroslav Lajčák (ur. 20 marca 1963 w Popradzie) – słowacki dyplomata i polityk. Wysoki przedstawiciel dla Bośni i Hercegowiny (2007–2009) i minister spraw zagranicznych Słowacji (2009–2010 i 2012–2020), od 2012 do 2016 również wicepremier.

## Życiorys
Miroslav Lajčák ukończył prawo na Uniwersytecie Komeńskiego w Bratysławie. Studiował stosunki międzynarodowe w Moskiewskim Instytucie Stosunków Międzynarodowych. Jest także absolwentem George C. Marshall European Center for Security Studies w Garmisch-Partenkirchen w Niemczech.
W 1988 rozpoczął pracę w Ministerstwie Spraw Zagranicznych Czechosłowacji. Od 1991 do 1993 był ambasadorem czechosłowackim, a następnie słowackim w Moskwie. W latach 1993–1994 pełnił funkcję szefa gabinetu ministra spraw zagranicznych i późniejszego premiera Jozefa Moravčíka.
W latach 1994–1998 ponownie objął placówkę dyplomatyczną, zostając ambasadorem Słowacji w Japonii. Po zakończeniu misji w Azji powrócił do MSZ, obejmując stanowisko szefa gabinetu ministra spraw zagranicznych Eduarda Kukana. Od 2001 do 2005 rezydował w Belgradzie jako ambasador w Federalnej Republice Jugosławii (przekształconej w międzyczasie w Serbię i Czarnogórę), Albanii i Macedonii.
W lipcu 2007 objął stanowisko wysokiego przedstawiciela dla Bośni i Hercegowiny, zastępując Christiana Schwarz-Schillinga, które zajmował do lutego 2009.
Z urzędu tego zrezygnował 26 stycznia 2009, aby objąć urząd ministra spraw zagranicznych Słowacji w rządzie Roberta Ficy, kiedy to z funkcji tej odszedł Ján Kubiš, powołany na sekretarza wykonawczego Komisji Gospodarczej ONZ ds. Europy (UNECE). Zakończył urzędowanie wraz z całym gabinetem 8 lipca 2010.
Od grudnia tego samego roku do kwietnia 2012 pracował w Europejskiej Służbie Działań Zewnętrznych, m.in. kierując negocjacjami nad umowami stowarzyszeniowymi między UE a Ukrainą i Mołdawią. 4 kwietnia 2012 w nowym rządzie Roberta Ficy objął powtórnie stanowisko ministra spraw zagranicznych Słowacji, został tym razem także wicepremierem.
W wyborach w 2016 z listy partii SMER (pozostając osobą bezpartyjną) uzyskał mandat posła do Rady Narodowej. 23 marca 2016 po raz trzeci został ministrem spraw zagranicznych w kolejnym rządzie dotychczasowego premiera (zakończył pełnienie funkcji wicepremiera). Utrzymał to stanowisko również w utworzonym 22 marca 2018 gabinecie Petera Pellegriniego.
W latach 2017–2018 przewodniczył 72. sesji Zgromadzenia Ogólnego Organizacji Narodów Zjednoczonych. W 2019 Miroslav Lajčák pełnił funkcję przewodniczącego OBWE. W marcu 2020 zakończył pełnienie funkcji ministra w słowackim rządzie. W tym samym roku mianowany specjalnym przedstawicielem UE ds. dialogu między Belgradem a Prisztiną oraz innych regionalnych kwestii Bałkanów Zachodnich.

## Odznaczenia
- Order Jugosłowiańskiej Gwiazdy I klasy (Serbia i Czarnogóra, 2005)[10]
- Order Honoru (Mołdawia, 2014)[12]
- Order Czarnogórskiej Wielkiej Gwiazdy (Czarnogóra, 2016)[10]